# كاترين لوروا
كاترين لوروا (بالفرنسية: Catherine Leroy)‏ هي صحفية ومصورة فرنسية، ولدت في 27 أغسطس 1944 في سانوا في فرنسا، وتوفيت في 8 يوليو 2006 في سانتا مونيكا في الولايات المتحدة بسبب سرطان الرئة.

## وصلات خارجية
- كاترين لوروا على موقع IMDb (الإنجليزية)